# Messtisch

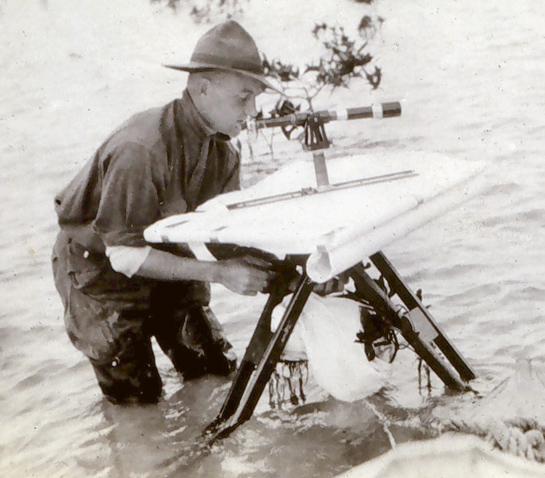
Vermesser bei der Arbeit mit einem Messtisch mit Kippregel

Ein Messtisch ist ein (historisches) Arbeitsmittel des Geodäten oder Topografen bei der Geländeaufnahme zur Herstellung von Kataster- bzw. Geländeplänen nach der grafischen/zeichnerischen Methode. Er besteht aus Holz mit genau planarer und verzugsfreier Oberfläche und lässt sich mittels Libelle horizontieren. Die Größe beträgt typischerweise zwischen 40 cm × 40 cm und 60 cm × 60 cm.
Johannes Praetorius (1537–1616) gilt als Erfinder des Messtisches, der sogenannten Mensel (Mensula Praetoriana), was durch seinen Schüler Daniel Schwenter bezeugt wird.
Der Messtisch wurde zum Zweck der Winkelmessung auf ein dreibeiniges Messstativ aufgeschraubt, das man zentrisch über einem Vermessungspunkt aufstellte. Auf der Holzplatte wurde das Aufnahmeblatt, ein Zeichenblatt oder eine zu aktualisierende Karte (auch Kartierung genannt) befestigt.
Die Orientierung des Messtischblattes erfolgte je nach Zweck der Aufnahme nach Norden, Süden oder einer bevorzugten Richtung in der Landschaft (z. B. Talverlauf). Zur Ausrichtung nach geografisch Nord siehe Orientierung (Karte).
Der Punkt (meist ein Vermessungspunkt), über dem der Messtisch aufgebaut war, wurde mit der Lotgabel oder einem anderen geeigneten Hilfsmittel (meist mit einer Kartiernadel) durch einen Einstich, das „Pikieren“, auf das Aufnahmeblatt übertragen.
Wichtigste Arbeitsmittel auf dem Messtisch waren:
- Eine Lotgabel, um die Kartierung mit einem markierten Bezugspunkt über dem Lotpunkt des Tisches zu positionieren
- Die frei bewegliche Kippregel oder ein Diopterlineal – genau auf den mit der Kartiernadel markierten Messpunkt – um Richtungen zu Detailpunkten im Gelände zu messen und einzuzeichnen
- Eine Bussole (Präzisionspeilkompass)
- allgemeines Zeichengerät, wie Bleistift, Radiergummi, Zeichendreiecke, Maßstäbe, Lineale, Schablonen, Transporteur etc.
- Kartiernadel

Nach Abschluss der Messungen wurde die Kartierung mit den aufgenommenen Detail- und Grenzpunkten im Büro ins Reine gezeichnet. Der Messtisch ist dabei auch namensgebend für das Messtischblatt. Bei kleinen Operaten wurden manchmal statt Vermessungspunkten auch zunächst unbekannte Standorte verwendet, deren gegenseitige Lage durch grafische Triangulierung bestimmt wurde.
Vereinzelt werden noch heute ähnliche Instrumente für einfache Vermessungen eingesetzt. Die grafische Methode hat den Vorteil, im kleinen Bereich ohne Berechnungen auszukommen.